# Alejandro Gómez Pareja
Alejandro Gómez Pareja (Madrid, 2002) es un violonchelista español reconocido, entre otros, con el primer premio de 2018 en el Mundi Talent Awards en Málaga y en el XX concurso villa de Llanes.

## Trayectoria
Gómez Pareja comenzó a estudiar música a los ocho años en Canfranc, después estudió en el Real Sitio de San Ildefonso, en Vermont y en Green Mountain Suzuki Institute en Rochester, y en el conservatorio profesional Arturo Soria. Desde 2016 es alumno de violonchelo del profesor Jens Peter Maintz en la Escuela Superior de Música Reina Sofía. Ha sido becado por la Consejería de Ciencia, Universidades e Innovación de la Comunidad de Madrid y por la Fundación Albéniz.
Gómez Pareja amplió su formación en clases magistrales de músicos como Steve Doane, María de Macedo, Helena Poggio, Wolfgang Boettcher, Astrid Schween, Maria Kliegel, Emil Rovner, Benjamin Gish, o el Cuarteto Casals. Ha realizado conciertos con la joven Orquesta y Coro de la Comunidad de Madrid en el Teatro de la Zarzuela y en el auditorio de Vich, con la joven orquesta nacional de Cataluña, y en el ciclo Pamplona acción musical, entre otros.
Participa en concursos y festivales de música tanto como solista como formando grupos, duetos, cuartetos o ensembles. Ha formado parte del grupo Scarlatti, del grupo Cosan, del Mozart y del grupo Schumann, y forma parte del grupo Arriaga, Banco de España. Entre otros premios, ha obtenido el primer premio, en 2014 en el concurso internacional ciudad de Vich, y en el concurso de solistas del Conservatorio Arturo Soria, en el I Mundi Talent Awards, en 2018 en el XX concurso villa de Llanes y en 2021 en el concours appassionato Violoncelle Joël Klépal de Caen.
Gómez Pareja interpretó obras de Beethoven, Schubert y Brahms, junto con la pianista Rosalía Pareja Flores, en el Teatro Jovellanos en abril de 2019. También en 2019 y junto a Rosalïa Pareja dieron un concierto en León. Participará como violonchelista solista con la violinista Patricia Cordero en un concierto dirigido por David Afkham en el Auditorio Nacional de Música de Madrid el 21 de junio de 2021.